# Nederlands kampioenschap tafeltennis 2013
Het Nederlands kampioenschap tafeltennis 2013 werd gehouden in Zwolle op 2 en 3 maart 2013. Het was de eerste maal dat er gespeeld werd in het Landstede Sportcentrum te Zwolle.
Op het programma stonden vijf onderdelen:
- Enkelspel mannen. Regerend kampioen was Barry Wijers.
- Enkelspel vrouwen. Regerend kampioen was Li Jiao.
- Dubbelspel mannen. Regerend kampioenen waren Rajko Gommers en Koen Hageraats.
- Dubbelspel vrouwen. Regerend kampioenen waren Li Jie en Jelena Timina.
- Gemengd dubbel. Regerend kampioenen waren Barry Wijers en Carla Nouwen.

## Medaillewinnaars
| Onderdeel        | Goud                          | Zilver                        | Brons                                                         |
| Enkelspel (m)    | Casper ter Lüün               | Jonah Kahn                    | Martin Khatchanov Qiang Liu                                   |
| Enkelspel (v)    | Li Jiao                       | Li Nan Sun                    | Ana Gogorita Yana Timina                                      |
| Dubbel (m)       | Jelle Bosman Casper ter Lüün  | Daan Sliepen Martijn de Vries | Michel de Boer Rajko Gommers Martin Khatchanov Laurens Tromer |
| Dubbel (v)       | Linda Creemers Li Jiao        | Melissa Bours Li Nan Sun      | Tali Cohen Brenda Vonk-Huntelerslag Carla Nouwen Nicky Zetsen |
| Dubbel (gemengd) | Martijn de Vries Nicky Zetsen | Michel de Boer Ana Gogorita   | Daan Sliepen Linda Creemers Nathan van der Lee Suzanne Dieker |